# Вайнёдский край
Ва́йнёдский край (латыш. Vaiņodes novads) — бывшая административно-территориальная единица на юго-западе Латвии, в области Курземе. Край состоял из двух волостей. Административным центром края являлось село Вайнёде.
Вайнёдский край граничил с Приекульским, Айзпутским, Скрундским, Салдусским краями Латвии и Клайпедским уездом Литвы.
Население на 1 января 2010 года составило 2 932 человек. Площадь края составляла 343,96 км².
Край был образован 1 июля 2009 года из части упразднённого Лиепайского района. В 2021 году, в результате административно-территориальной реформы, Вайнёдский край был упразднён и передан в состав Южно-Курземского края.

## Национальный состав
Национальный состав населения края по итогам переписи населения Латвии 2011 года распределён таким образом:
| Национальность | Численность, чел. (2011) | %        |
| -------------- | ------------------------ | -------- |
| Латыши         | 2177                     | 83,31 %  |
| Русские        | 92                       | 3,52 %   |
| Белорусы       | 19                       | 0,73 %   |
| Украинцы       | 35                       | 1,34 %   |
| Поляки         | 10                       | 0,38 %   |
| Литовцы        | 266                      | 10,18 %  |
| Другие         | 14                       | 0,54 %   |
| всего          | 2613                     | 100,00 % |

## Территориальное деление
- Вайнёдская волость (латыш. Vaiņodes pagasts), центр — Вайнёде;
- Эмбутская волость (латыш. Embūtes pagasts), центр — Вибини.